# دانيال دومشايت بيرغ
دانيال دومشايت بيرغ (بالألمانية: Daniel Domscheit-Berg)‏ (المولود في عام 1978)، والذي كان مشهورًا من قبل بالاسم المستعار دانيال شميت، هو ناشط تقني ألماني. وقد اشتهر بسبب دوره، حتى سبتمبر 2010، كمتحدث باسم ويكيليكس، تلك المنظمة التي تبلغ عن الانتهاكات في ألمانيا. وهو مؤلف داخل ويكيليكس: الفترة التي قضيتها مع جوليان أسانج في أخطر مواقع الويب في العالم (My Time with Julian Assange at the World's Most Dangerous Website) (2011).
وبعد مغادرة ويكيليكس، أعلن عن خططه في يناير عام 2011 لفتح موقع ويب جديد مخصص للتسريبات مجهولة المصدر عبر الإنترنت أطلق عليه اسم أوبنليكس (OpenLeaks). وفي حدث في نادي كايوس للحاسوب (CCC) في أغسطس من عام 2011، أعلن عن الإطلاق المبدئي لموقع الويب هذا، ودعا الهاكرز إلى اختبار مدى أمان نظام أوبنليكس، ونتيجة لذلك، انتقده نادي كايوس للحاسوب بسبب استغلال السمعة الجيدة للنادي من أجل الترويج لمشروع أوبنليكس الخاص به وتم طرده من النادي، رغم عدم عضويته به أصلاً. وقد تم سحب هذا القرار في فبراير من عام 2012. وفي سبتمبر من عام 2011، أشارت العديد من المنظمات الإخبارية إلى انفصل دومشايت بيرغ عن جوليان أسانج وويكيليكس كواحدة من سلسلة من الأخطاء والأحداث التي أدت إلى نشر كل البرقيات الدبلوماسية الأمريكية التي كان عددها 251287 مرة واحدة في هذا الشهر في الحالة التي عرفت باسم تسريب البرقيات الدبلوماسية للولايات المتحدة الأمريكية (Cablegate).
وفي عام 2011، تم اختياره من خلال مجلة فورين بوليسي في قائمتها لأفضل المفكرين على مستوى العالم، بالإضافة إلى سامي بن غربية وأليكسي نافالني. وقد قال إن حركة احتلوا وول ستريت كانت أفضل فكرة.

## ويكيليكس
بدأ دومشايت بيرغ العمل في ويكيليكس بعد الاجتماع بأسانج في المؤتمر السنوي لنادي كايوس للحاسوب (24C3) في عام 2007. وفي الخامس والعشرين من سبتمبر عام 2010، بعد أن قيل إنه تم تعليق عمله من قبل أسانج، أخبر دومشايت بيرغ صحيفة دير شبيغل أنه بصدد تقديم استقالته، حيث قال «إن ويكيليكس تعاني من مشكلة هيكلية. ولم أعد أرغب في تحمل المسئوليات بها، ولهذا السبب فأنا أغادر هذا المشروع.»
وقد ظهر دومشايت بيرغ في برنامج متمردو الويكي - فيلم وثائقي (WikiRebels - The Documentary) على شاشة سفيريجيس تليفيجن (Sveriges Television)، والذي صدر في الأسبوع الثاني من ديسمبر عام 2010.
وقد تم إصدار كتاب عن خبراته في ويكيليكس وانفصاله عنها في ألمانيا في فبراير من عام 2011 تحت عنوان Inside WikiLeaks: Meine Zeit bei der gefährlichsten Website der Welt («الفترة التي قضيتها مع أخطر مواقع الويب في العالم»). وقد تم إصدار ترجمة للكتاب إلى اللغة الإنجليزية بعد ذلك بعدة أيام من خلال شركة النشر الأسترالية سكرايب بابليكيشنز (Scribe Publications). وفي كتابه هذا، انتقد دومشايت بيرغ أسلوب جوليان أسانج في القيادة وطريقة تعامله مع يوميات الحرب الأفغانية.
وقد قال دومشايت بيرغ إنه كان يمكن أن يقوم بتدمير بيانات ويكيليكس أثناء مغادرته ويكيليكس. وقد رغب في أن يتم التحقق من حذف النسخ منها من خلال كاتب عدل من خلال إصدار شهادة بذلك.
وعند مغادرته المنظمة، قالت ويكيليكس إن دومشايت بيرغ الذي يمثل أوبنليكس، فاوض المنظمة للحصول على فدية مقابل المستندات التي لم يتم نشرها والاتصالات الداخلية الخاصة بالمنظمة من خلال وساطة من عضو من أعضاء الهاكرز المجمعين في نادي كايوس للحاسوب بين أوبنليكس وويكيليكس. ويبدو أن دومشايت بيرغ قد أخبر صحيفة دير فرايتاج الأسبوعية قائلاً «لم آخذ معي أي من مستندات ويكيليكس»، مما أدى إلى تعليق الوساطة.
وفي النهاية، تم طرد دومشايت بيرغ من نادي كايوس للحاسوب بسبب سلوكه أثناء الوساطة ولطلبه من نادي كايوس للكمبيوتر اختبار مدى أمان أوبنليكس. وقد تم سحب هذا القرار في فبراير من عام 2012 من خلال الجمعية العمومية لنادي كايوس للحاسوب.
وقد أكدت ويكيليكس وغيرها من المصادر فيما بعد تدمير ما يزيد على 3500 مراسلة من مراسلات الإبلاغ عن الانتهاكات التي لم يتم نشرها، في حين أن بعض هذه المراسلات كانت تحتوي على مئات المستندات. بما في ذلك: قائمة حظر الطيران الأمريكية، و5 جيجا بايت من تسريبات بنك أوف أمريكا، ومعلومات داخلية من 20 منظمة يمينية، بالإضافة إلى أدلة على التعذيب والإساءة الحكومية لدولة من دول أمريكا اللاتينية.

## أوبنليكس
في سبتمبر من عام 2010، قام دومشايت بيرغ بتأسيس أوبنليكس وكانت تهدف إلى أن تكون أكثر شفافية من ويكيليكس. «وخلال هذه الشهور الأخيرة، أُغْلِقَت منظمة ويكيليكس. فقد فقدت تعهدها مفتوح المصدر.»
وبدلاً من تسريب الوثائق، قالت أوبنليكس إنها سوف تقوم بإرسال المستندات المسربة إلى العديد من الكيانات الإخبارية أو الناشرين.
وكان من المفترض أن تبدأ أوبنليكس أعمالها العامة في يناير من عام 2011. ومع ذلك، في الثالث والعشرين من ديسمبر 2012، أعلنت المنظمة على موقع الويب الخاص بها أنها ستركز على نشر المعلومات والخبرات فيما يتعلق بكيفية إعداد وتشغيل مواقع ويب التسريبات بدلاً من تسهيل نشر التسريبات بنفسها.
وتضم أوبنليكس شخصين يمكن التواصل معهما بشكل عام، وهما دانيال دومشايت بيرغ وهيربرت سنوراسون، وكلاهما كان يعمل من قبل في ويكيليكس.

## الكتاب:داخل ويكيليكس
- Daniel Domscheit-Berg (2011), Inside WikiLeaks: Meine Zeit bei der gefährlichsten Website der Welt  (German) (بالألمانية), Berlin: Econ Verlag, ISBN:978-3-430-20121-6{{استشهاد}}:  صيانة الاستشهاد: التاريخ والسنة (link)
- Daniel Domscheit-Berg (2011), Inside WikiLeaks: my time with Julian Assange at the world's most dangerous website (بالألمانية), Carlton North, City of Melbourne: Scribe Publications, ISBN:978-1-921844-05-8{{استشهاد}}:  صيانة الاستشهاد: التاريخ والسنة (link)[32]

## وصلات خارجية
- دانيال دومشايت بيرغ على موقع IMDb (الإنجليزية)
- دانيال دومشايت بيرغ على موقع مونزينجر (الألمانية)
- دانيال دومشايت بيرغ على موقع قاعدة بيانات الفيلم (الإنجليزية)
- OpenLeaks, the whistleblower website started by Domscheit-Berg
- Daniel Domscheit-Berg collected news and commentary at دير شبيغل
- A conversation on the ideological split between Wikileaks/Openleaks, Fillip